# Nelinho (football, 1950)
Pour les articles homonymes, voir Nelinho.
Manoel Rezende de Mattos Cabral, mieux connu sous le nom de Nelinho, est un joueur de football brésilien né le 26 juillet 1950 à Rio de Janeiro.